# Yoav
Yoav (en hébreu : יואב) est une unité spéciale de la police israélienne. Active depuis 2011, cette unité a pour objectif principal l'application des lois immobilières dans le Néguev.

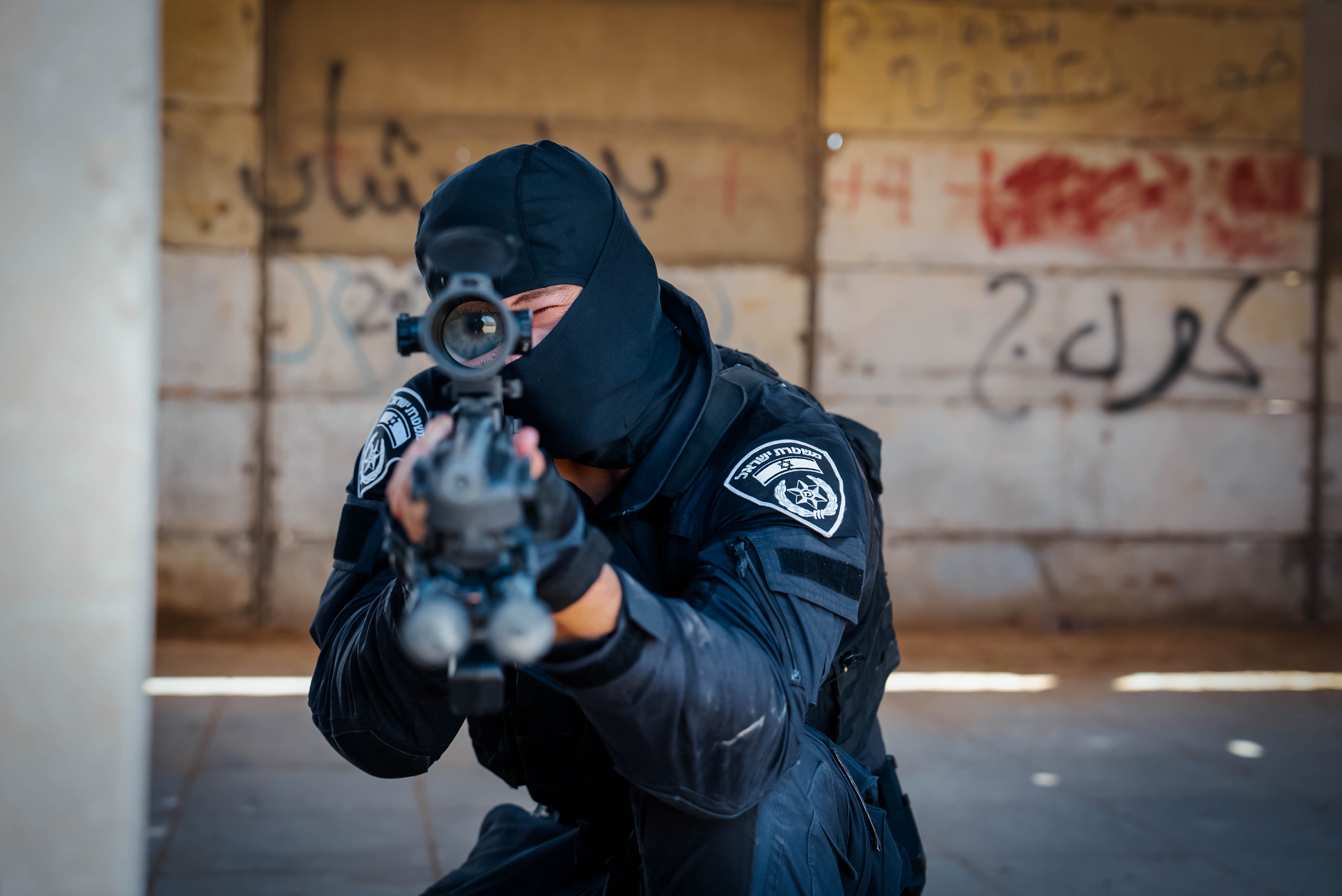
Opérateur de l'unité Yoav

## Historique
Dans le contexte de phénomènes généralisés de violations du droit immobilier, il a été décidé en 2011 de créer un organisme inter administration ministérielle dont le rôle est de coordonner l'application des lois immobilières dans le Néguev,,. L'unité se concentre sur l'application de la loi contre les infractions en matière de construction, les invasions de terres publiques et l'utilisation de terres publiques sans permis valide.
L'unité constitue une force principale pour assister lors d'incidents inhabituels, contre le terrorisme et la grande criminalité.
Elle a participé a la gestion de la crise israélo-palestinienne de 2021 ainsi qu'aux combats qui ont eu lieu lors de l' Attaque du Hamas contre Israël du 7 octobre 2023 aux alentours de la bande de Gaza.

## Composition de l'unité
L'unité est composée d'opérateurs Yassam. Elle dispose également d'un service de renseignement et d'enquêteurs. Une division aérienne de l'unité a pour rôle la surveillance avec l'utilisation de drones.

## Armes et équipements
Les opérateurs sont équipés de M4 ou de MZ-4, ainsi que des Glock en arme de poing.
Elle possède également des snipers et tireurs de précision.
L'unité dispose de moyens technologiques innovants tels que les drones.
Pour s'adapter au terrain que présente le désert du Néguev, les opérateurs utilisent des 4x4, buggy, motos cross, et autres véhicules tout-terrain.